# Castillo Borthwick
El castillo de Borthwick es una de las fortificaciones medievales escocesas más grandes y mejor conservadas en la actualidad. Está situado a unos 19 km al sureste de Edimburgo, al este del pueblo de Borthwick, en un emplazamiento protegido en tres de sus lados por una pronunciada caída del terreno. Fue construido en 1430 para Sir William Borthwick, de quien toma, como el pueblo, su nombre.
Se pueden contemplar vistas panorámicas del castillo desde el Borders Railway, entre las estaciones de Edimburgo-Waverley y Tweedbank.

## Historia

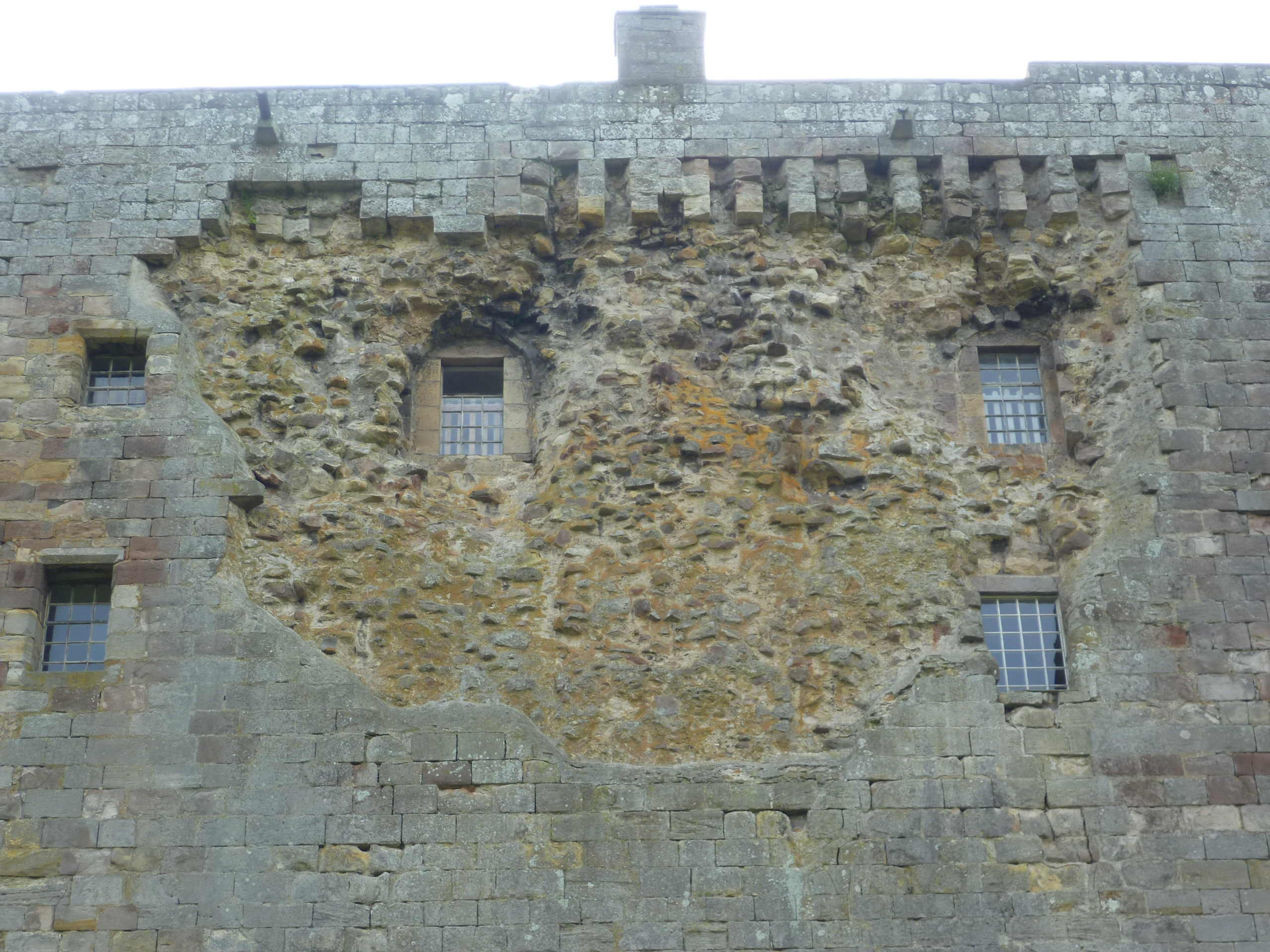
El muro este, dañado en 1650.

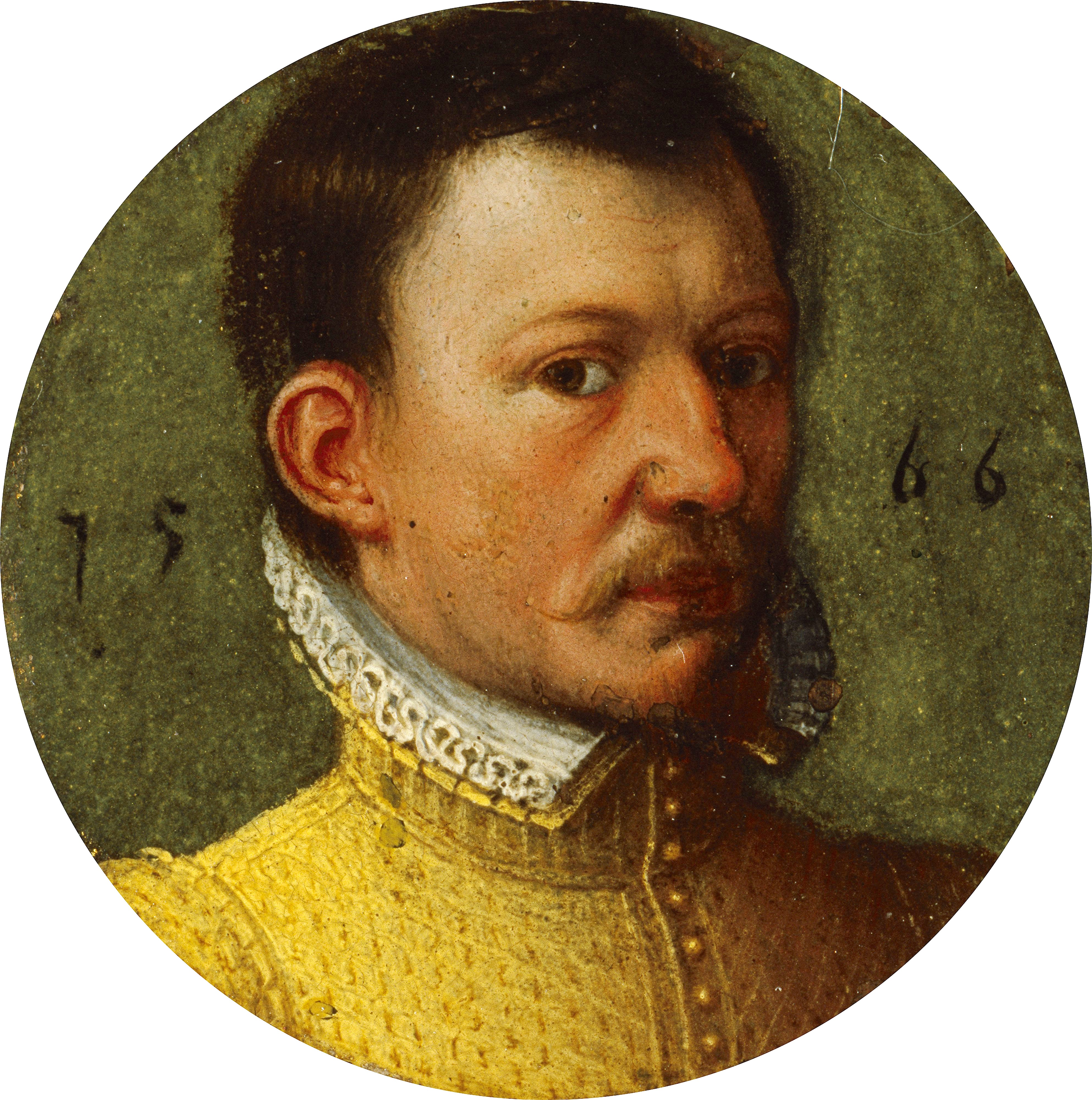
James Hepburn, IV conde de Bothwell, esposo de María I de Escocia, desde el 15 de mayo de 1567 hasta su muerte, el 14 de abril de 1578.

El castillo se construyó en el lugar de una estructura anterior. Sir William Borthwick obtuvo del rey Jaime I de Escocia, el 2 de junio de 1430, licencia para erigir en la Mota de Locherwart, un castillo o fortaleza. Esto era inusual en Escocia, ya que los nobles generalmente no necesitaban obtener permiso para la construcción y fortificación de un castillo. Adquirió una gran parte de Locherworth a William Hay, que estaba resentido por ello y celoso del castillo. Las efigies medievales del constructor y su dama, bien conservadas, pueden verse en la cercana iglesia parroquial de St. Kentigern, que conserva una nave del siglo XV también construida probablemente por él. 
Originalmente era una fortaleza de piedra centrada en una torre inusualmente alta con muros de hasta 4,3 metros de grosor y 34 m de altura. El diseño es un torreón en forma de "U" con un hueco de 3,7 metros entre las torres salientes, ligeramente asimétricas. Había un patio defensivo circundante con torres redondas perforadas con agujeros de tiro en las esquinas. Mientras que la casa torre en sí está excepcionalmente bien conservada para su fecha, la muralla y las torres circundantes están muy restauradas.
María I de Escocia visitó Borthwick en agosto de 1563 y en octubre de 1566. El 15 de mayo de 1567 se casó con James Hepburn, IV conde de Bothwell, y en junio llegaron a Borthwick, donde fueron asediados en el castillo mientras estaban bajo la protección del sexto señor Borthwick. María escapó del asedio disfrazándose de paje masculino.
Sin embargo, la reina fue pronto arrestada y llevada al castillo de Lochleven donde fue mantenida en cautiverio. Bothwell huyó a Orkney y Shetland, y desde allí escapó a Noruega, que en ese momento estaba bajo dominio danés. "El rey de Dinamarca lo mantuvo en prisión como peón útil, primero en Malmö y luego en Dragsholm, en Zelanda, donde murió demente. Su cuerpo embalsamado se conserva en una cripta de la iglesia de Faarvejle.
En 1650, el castillo fue atacado por las fuerzas de Oliver Cromwell, y se rindió después de unos pocos disparos de cañón. Los daños en las paredes de este ataque son todavía visibles.
Tras un periodo de abandono, el castillo fue restaurado en 1914. Durante la Segunda Guerra Mundial la estructura se utilizó como escondite para guardar los tesoros nacionales. En 1973 se alquiló a la familia Borthwick y se convirtió en un lugar de alquiler exclusivo.
En junio de 2013, el castillo cerró para someterse a una amplia reforma, y volvió a abrirse como lugar de eventos en septiembre de 2015.

## Construcción
El castillo de Borthwick está construido como una torre doble, de 23 m de longitud, 21 m de anchura y 27 m de altura. Se ubica sobre una pequeña colina rodeada por un arroyo. Aparte de la gran cicatriz de un cañón en una de las caras, los muros, construidos con sillar de arenisca fina, están prácticamente completos y, de forma muy inusual, no se ha ampliado ninguna de las estrechas ventanas originales. Las almenas, sin embargo, ya no conservan su altura original, pues han perdido sus almenas escalonadas. Se apoyan en enormes ménsulas que sobresalen y tienen redondeles en las esquinas. La torre tiene dos puertas, ambas inalteradas y de cabeza redonda. Una de ellas, a nivel del suelo, da acceso a la cocina, parcialmente subterránea, y a las bóvedas de almacenamiento. La segunda se encuentra justo encima, en el primer piso, y conduce directamente al gran salón con bóveda de piedra. Se accede a ella por un puente de piedra reconstruido.

### Gran Salón
El Gran Salón del Castillo de Borthwick tiene 12 metros de largo y una gran altura. El techo gótico abovedado está pintado con imágenes del castillo y se puede ver "De Temple of Honor" en caracteres góticos. La chimenea, que también es de gran tamaño, está cubierta por diseños.